# Taiga Nakano
Taiga Nakano (仲野 太賀 Nakano Taiga?,  Tokio, Japón, 7 de febrero de 1993), anteriormente conocido bajo su nombre artístico de Taiga (太賀?), es un actor japonés, afiliado a Stardust Promotion. Su padre es el también actor Hideo Nakano.

## Filmografía

### Películas
| Año  | Título                                | Papel                | Notas                                                   | Ref.        |
| ---- | ------------------------------------- | -------------------- | ------------------------------------------------------- | ----------- |
| 2007 | Freesia                               | Hiroshi Kano (joven) |                                                         |             |
| 2007 | Battery                               | Keita Higashitani    |                                                         |             |
| 2008 | Hyaku Hachi                           | Tachibana            |                                                         |             |
| 2008 | Nasu Shōnenki                         | Osamu Shiroyama      | Principal                                               |             |
| 2008 | Aoi Tori                              | Takeshi Inoue        |                                                         |             |
| 2008 | Someday's Dreamers                    | Koji Kuroda          |                                                         |             |
| 2009 | Kansen Rettō                          | Kenichi Motohashi    |                                                         |             |
| 2009 | Manatsu no Orion                      | Katsumi Suzuki       |                                                         |             |
| 2009 | Rise Up                               | Yuya Kaji            |                                                         |             |
| 2010 | Hanbun no Tsuki ga Noboru Sora        |                      |                                                         |             |
| 2010 | Kokō no Mesu                          | Makoto Takei         |                                                         |             |
| 2010 | Sankaku                               | Shogo                |                                                         |             |
| 2011 | Eclair Okashi Hōrō-ki                 | Senkichi Wakamatsu   |                                                         |             |
| 2011 | Switch o Osu Toki                     | Ryota Shinjo         |                                                         |             |
| 2011 | Antoki no Inochi                      |                      |                                                         |             |
| 2012 | Kirishima, bukatsu yamerutteyo        | Kazuesuke Koizumi    |                                                         |             |
| 2013 | Danshi Kōkōsei no Nichijō             | Karasawa             |                                                         |             |
| 2013 | Jinrō Game                            | Tomohiro Hada        |                                                         | [ 3 ]       |
| 2014 | Hotori no Sakuko                      | Takashi Kameda       | Estrenada en el Festival Internacional de Cine de Tokio | [ 4 ]       |
| 2014 | Monsterz                              | Akira                |                                                         | [ 5 ]       |
| 2014 | Watashi no Otoko                      | Akatsuki             |                                                         |             |
| 2014 | Sweet Poolside                        | Takashi Mimura       |                                                         |             |
| 2015 | Again                                 | Norio Matsukawa      |                                                         | [ 2 ] [ 6 ] |
| 2015 | Una pastelería en Tokio               | Yohei                |                                                         |             |
| 2016 | Tokyo Sunrise                         | Ren                  | Principal                                               | [ 7 ]       |
| 2016 | Harmonium                             | Takashi Yamagami     | Principal                                               | [ 8 ]       |
| 2016 | Ushijima the Loan Shark: the Final    | Naoto Komoto         |                                                         | [ 9 ]       |
| 2016 | Japanese Girls Never Die              |                      |                                                         |             |
| 2017 | Pumpkin and Mayonnaise                | Seiichi              |                                                         |             |
| 2017 | Dawn Wind in My Poncho                |                      | Principal                                               |             |
| 2018 | The Man from the Sea                  |                      |                                                         |             |
| 2018 | Kibaiyanse! Watashi                   |                      |                                                         |             |
| 2018 | 50 First Kisses                       |                      |                                                         |             |
| 2018 | Kaasan ga donna ni Boku wo kirai demo |                      | Lead role                                               |             |

### Filmes cortos
| Año  | Título            | Papel | Notas |
| ---- | ----------------- | ----- | ----- |
| 2009 | Atonomatsuri      |       |       |
| 2009 | Jukensei          |       |       |
| 2013 | Zatsuon           | Kengo |       |
| 2013 | Kin'nikutsū Shōjo |       |       |

### Televisión
| Año  | Título                                                                                 | Papel                 | Cadena         | Notas                         | Ref.          |
| ---- | -------------------------------------------------------------------------------------- | --------------------- | -------------- | ----------------------------- | ------------- |
| 2007 | Asakusa Fukumaru Ryokan                                                                |                       | TBS            | Episodio 2                    |               |
| 2007 | Seito Shokun                                                                           | Hayao Tomioka         | ABC, TV Asahi  |                               |               |
| 2007 | Fūrin Kazan                                                                            | Tatsuwakamaru         | NHK            | Episodio 37                   |               |
| 2008 | Kujira to Medaka                                                                       | Ryusuke Shikanai      | Fuji TV        |                               |               |
| 2008 | Tokyo Girl: Nanami Sakuraba                                                            | Nakamura              | BS-TBS         |                               |               |
| 2008 | Team Batista no Eikō                                                                   |                       | KTV            | Episodio 1                    |               |
| 2008 | Scrap Teacher                                                                          |                       | NTV            | Episodio 3                    |               |
| 2009 | Watashi ga Kodomodatta Koro: Masao Komatsu Hen                                         | Masao Komatsu (child) | NHK BShi       |                               |               |
| 2009 | Honjitsu mo Hare. Ijō Nashi                                                            | Yasuyuki Shitaji      | TBS            |                               |               |
| 2009 | Onsen Waka Okami no Satsujin Suiri 20                                                  |                       | TV Asahi       |                               |               |
| 2009 | Rinjō                                                                                  | Yoshiki Miyasaka      | TV Asahi       | Episodio 7                    |               |
| 2009 | Koishite Akuma: Vampire Boy                                                            | Yuji Yoshioka         | KTV            |                               |               |
| 2009 | Tenchijin                                                                              | Naoe Kageaki          | NHK            | Episodio 45 a episodio final  |               |
| 2009 | 25-bu Watashi ga Hajimete Tsukutta                                                     | Kazuya Mishima        | NHK BShi       |                               |               |
| 2010 | Tokujo Kabachi!!                                                                       | Kou Kai               | TBS            | Episodio 5                    |               |
| 2010 | Code Blue                                                                              | Yoshio Naito          | Fuji TV        | Episodio 6                    |               |
| 2010 | Glass no Kiba: Nekketsu DJ Hogoshi Akiko Gondo –Namida no Shōnen Shōjo Kansatsu Nikki– | Osamu Tomizawa        | CBC            | Programa especial             |               |
| 2010 | 15-sai no Shigan-hei                                                                   | Mitsuo Kasai          | NHK            |                               |               |
| 2010 | Kakekomi Uttae                                                                         |                       | NHK BS-2       |                               |               |
| 2010 | Misa Yamamura Suspense: Akai Reikyūsha 26                                              | Shunsuke Kawai        | Fuji TV        |                               |               |
| 2011 | Maigo                                                                                  | Toyama                | NHK            |                               |               |
| 2011 | Karyū no Utage                                                                         | Ryota Miyagi          | NHK            |                               |               |
| 2011 | Gō                                                                                     | Toyotomi Hideyori     | NHK            | Episodio 39 a episodio final  |               |
| 2012 | Black Board: Jidai to Tatakatta Kyōshi-tachi                                           | Hajime Suhawara       | TBS            | Episodio 1                    |               |
| 2012 | Kuro no Onna Kyōshi                                                                    | Keita Kurihara        | TBS            |                               |               |
| 2013 | Ginga Tetsudō no Yoru                                                                  | Giovanni              | NHK BS Premium | Principal                     |               |
| 2013 | Sen'nyū Tantei Tokage                                                                  | Kazuma Saito          | TBS            | Episodio 7                    |               |
| 2013 | Amachan                                                                                | Koike                 | NHK            | Episodios 87, 88, y 126 a 130 |               |
| 2013 | Shigeru Mizuki no Gegege no Kaidan                                                     |                       | Fuji TV        |                               |               |
| 2013 | Keiji no Manazashi                                                                     | Shinichi Koide        | TBS            | Episodio 5                    |               |
| 2013 | Yae no Sakura                                                                          | Kenjirō Tokutomi      | NHK            | Episodio 46 a episodio final  |               |
| 2014 | Yoru no Sensei                                                                         | Ryusho Ugaki          | TBS            |                               |               |
| 2014 | Shokubutsu Danshi Verander                                                             | Shu                   | NHK BS Premium |                               |               |
| 2014 | Zenmō no Boku ga Bengoshi ni Natta Riyū: Jitsuwa ni Motozuku Kandō Suspense!           | Masaki Nakanishi      | TBS            |                               |               |
| 2015 | Ouroboros                                                                              | Jun Morisaki          | TBS            | Episodio 3                    |               |
| 2015 | Tenshi to Akuma: Mikaiketsu Jiken Tokumei Kōshō-ka                                     | Kotokai               | TV Asahi       | Episodio final                |               |
| 2015 | Koinaka                                                                                | Kohei Kanazawa        | Fuji TV        |                               | [ 10 ]        |
| 2015 | Okashi no Ie                                                                           | Kazuo Kuwabata        | TBS            |                               |               |
| 2015 | Chō Gentei Nōryoku                                                                     | Mubeshu Saito         | Fuji TV        |                               | [ 11 ] [ 12 ] |
| 2016 | Yutori desu ga Nanika                                                                  | Hiromu Yamagishi      | NTV            |                               | [ 13 ]        |
| 2016 | Aogeba Toutoshi                                                                        | Kinya Takamoku        | TBS            |                               | [ 14 ]        |